# Luhan
Pour l’article homonyme, voir Lu Han.
Lu Han (chinois : 鹿晗, coréen : 루한) (Lu le patronyme signifiant « cerf » en chinois et Han le prénom) plus connu sous le nom de scène Luhan, est un chanteur et acteur chinois né le 20 avril 1990 à Haidian (Pékin). C'est un ancien membre du boys band EXO et de son sous-groupe EXO-M. 
En octobre 2014, il lance des poursuites judiciaires pour résilier son contrat avec la maison de disque SM Entertainment à cause de problèmes de santé, de la distance avec sa famille et de discrimination des EXO-M face aux EXO-K en proposant à ces derniers plus d’activités promotionnelles,. 
En 2014, la China National Radio classe Luhan 6e parmi les stars de divertissement les plus populaires de Chine. En 2017, Forbes classe Luhan 2e sur la liste des célébrités chinoises les mieux payées avec 210 millions de yuan, derrière Fan Bingbing. 
Lu Han a sorti son premier album solo, Reloaded, en 2015 et a joué dans plusieurs films ayant eu du succès au box-office tels que 20 Once Again (2015), The Witness (2015) et Time Raiders (2016). En 2017, il a joué dans sa première série télévisée, Fighter of the Destiny. Il a depuis joué dans d'autres séries, tels que Sweet Combat (2018), Time Pass by Suddenly (2020), et Cross Fire (2020).

## Biographie

### Jeunesse
Lu Han est né le 20 avril 1990 à Haidian, une subdivision de la municipalité de Pékin en Chine. Il est diplômé de l'école Shida Middle School à Beijing et est allé à l'école Beijing Haidian Foreign Language Shi Yan School avant de partir en Corée du Sud pour aller à l'Université Yonsei comme un étudiant d'échange. Il s'est spécialisé en musique appliquée à l'Institut des arts de Séoul.
En 2008, il a auditionné à l'audition globale de la JYP Entertainment en Chine, sans succès. En 2010, alors qu'il étudiait à Séoul, il a été approché par un représentant de SM Entertainment qui lui a recommandé d'auditionner pour l'agence. Après cela, il est devenu stagiaire sous cette agence.

### 2011-2014: EXO
Le 27 décembre 2011, il a été présenté en tant que premier chanteur chinois du groupe EXO.

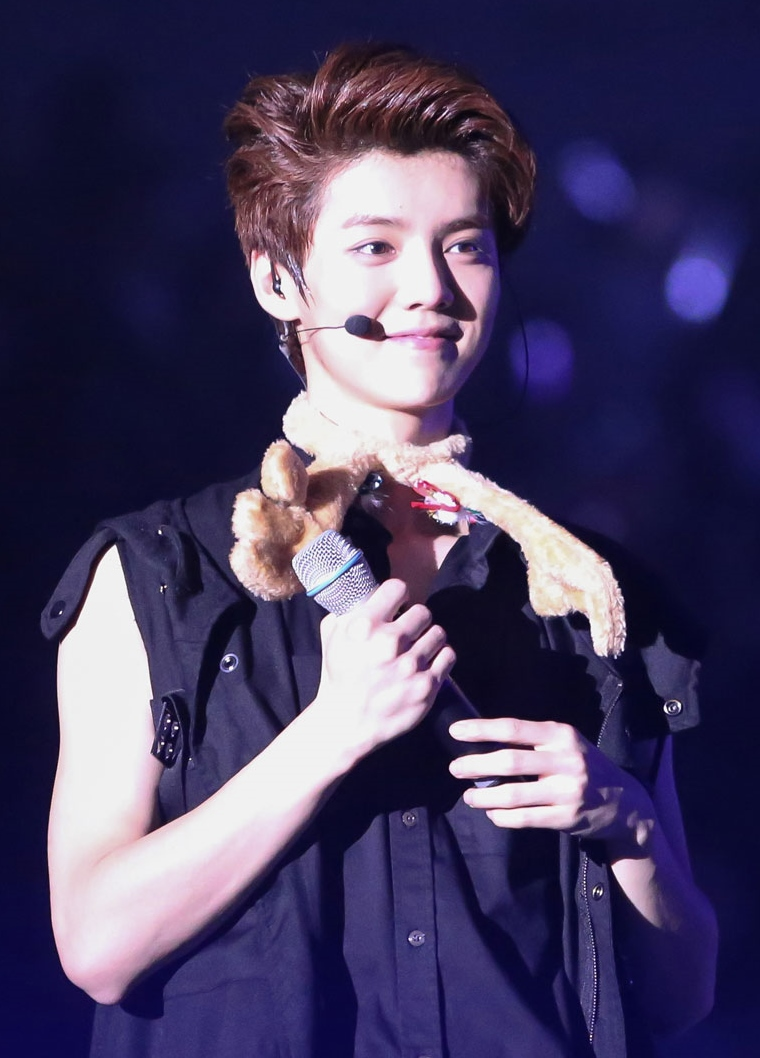
Luhan à la SM Town Week en décembre 2013.

Avec Tao, Chen et Kai, Luhan a fait sa première représentation télévisée au SBS Gayo Daejun le 29 décembre 2011. Après cette apparition, il a été le deuxième membre d'EXO à être officiellement présenté comme l'un des quatre membres chinois du sous-groupe EXO-M.
Le groupe a sorti les singles What Is Love (le 30 janvier 2012) et History (le 9 mars) et ont tenu leur premier showcase au stade olympique de Séoul le 31 mars. Le groupe a tenu son deuxième showcase et première conférence de presse dans la grande salle de l'Université de commerce international et d'économie de Pékin le lendemain. Le premier single du groupe, Mama, est sorti le 8 avril, suivi de l'EP portant le même nom le 9 avril. Le 8 avril, EXO-M a fait sa première représentation télévisée en Chine au 12th Yinyue Fengyun Bang Awards en interprétant Mama.
Le 16 octobre 2012, la SM Entertainment annonce la création d'un groupe spécial Younique unit pour promouvoir le nouveau modèle de Hyundai, Veloster Turbo. L'unité est composée des meilleurs danseurs de la SMTOWN. Le groupe produira le 27 octobre 2018, l'album single PYL Younique Volume 1 avec pour titre de chanson Maxtep.

EXO a obtenu un succès commercial avec leur premier album studio XOXO et sa réédition en 2013. L'album est devenu le premier album en douze ans à vendre plus d'un million d'exemplaires en Corée du Sud. En 2014, l'album Overdose a été bien accueilli à la fois au pays et à l'étranger, en entrant dans le Billboard 200 aux États-Unis.

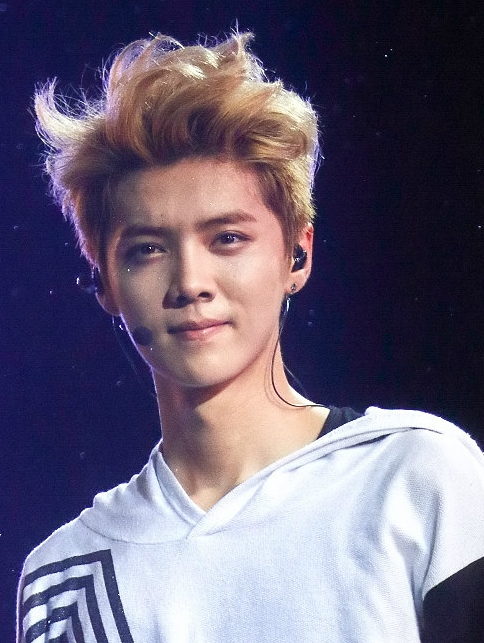
Luhan lors de la tournée THE LOST PLANET à Jakarta en 2014.

La dernière participation de Luhan dans EXO était lors des concerts qui se tenaient à Pékin les 20 et 21 septembre, sa ville d'origine dans le cadre de leur première tournée intitulée THE LOST PLANET.

### 2015-2016: Début solo et première tournée
Après avoir entrepris sa carrière solo en Chine, Luhan a souvent contribué aux bandes sonores des films auxquels il a participé. Il a également chanté la chanson-thème pour son premier film 20 Once Again, intitulé Our Tomorrow. La clip-vidéo de la chanson a dépassé le million de vues en 47 minutes, établissant un nouveau record. Il a ensuite mis en ligne une interprétation de Tian mi mi pour le film Comrades, Almost a Love Story. Le réalisateur Peter Chan aurait demandé à Luhan de participer en raison de sa voix douce et claire, car il a estimé qu'il serait efficace pour exprimer les émotions de la chanson.
En juillet 2015, il a collaboré avec David Tao dans une chanson pour les Jeux olympiques d'hiver de 2022 qui seront célébrés à Pékin. Il a également annoncé qu'il sortira son premier album solo, en collaboration avec le célèbre producteur Djemba Djemba. C'est aussi la première fois que Djemba produit un album pour un artiste asiatique. Le mois suivant, il a rejoint le casting de l'émission Hurry Up, Brother, un spin-off adapté du programme télévisé sud-coréen Running Man.
Le 10 septembre, il a sorti la première partie de son premier album solo Reloaded. L'album est arrivé à la tête des charts de QQ Music, en étant vendu à un million d'exemplaires en cinq jours. 
Le 25 septembre 2015, Luhan produit son premier (mini) concert en live où il interprète en chant et danse Football gang et chante Your song, répond à une interview et présente ses équipes, reçoit son Guiness book record pour le plus grand nombre de commentaires (100 252 605 commentaires) en réponse à un message sur son compte weibo le 10 septembre 2012.
Le 14 décembre, il a sorti la version complète de Reloaded. L'album a non seulement été dans le top des charts en Chine, mais aussi dans le Tower Records Chart au Japon ainsi qu'au G-Music Chart à Taiwan. Il est également devenu le seul album chinois à entrer dans le Top 5 du G-Music Chart de Taiwan. Il dévoile parallèlement 海底 (Deep), la bande originale du film Kung Fu Panda 3 en 2015.
En mars 2016, il a assisté aux QQ Music Awards, remportant le prix du « Meilleur album numérique de l'année » pour Reloaded ainsi que du « Meilleur chanteur masculin de l'année ». Il a ensuite entrepris sa première tournée en solo, Luhan Reloaded: 2016 Luhan 1st China Tour. Elle a eu lieu à Pékin le 26 mars, à Guangzhou le 2 avril, et à Shanghai le 9 avril. Le même mois, il a remporté l'« All-round Artist of the Year » et le « Media Recommended Album of the Year » aux Chinese Golden Charts Awards ainsi que les prix d'« Album de l'année » et d'« Artiste de l'année » aux 4e V-Chart Awards. Reloaded a également été certifié disque de platine par la Fédération internationale de l'industrie phonographique. Le même mois, il a joué dans sa première émission de télé-réalité en solo Hello, is it Lu Han?, qui a été diffusé en ligne sur Youku et Tudou. En juin, il a rejoint le casting du programme Back to School 2.
Le 21 octobre, il sort son deuxième single Xperience avec la chanson phare 某时某刻 (Catch Me When I Fall). La chanson est produite conjointement par Santell, qui a participé à son premier album solo Reloaded, et les Picard Brothers, une équipe de producteurs français qui a créé des chansons pour Diplo et Chris Brown. À sa sortie, il a dominé huit charts majeures sur quatre plates-formes musicales majeures en Chine. Il a également dominé les iTunes Charts à Taiwan et à Singapour. 
Côté musical, il sort son quatrième single Xplore, contenant les titres 微白城市 (Winter Song) et Skin to Skin. Skin to Skin est la deuxième chanson anglaise de Luhan et incorpore différents genres tels que R&B, Future Bass, Electro house. L'album a dépassé les trois millions d'exemplaires numériques depuis sa sortie.

### 2017:XXVII
Le 21 février 2017, Luhan dévoile son cinquième single Venture avec les chansons 如果 (What If I said) et 敢 (Roleplay). Il a participé à l'écriture des paroles de 敢 (Roleplay) qui détaille sa propre expérience sur le traitement du harcèlement des paparazzis. L'album a été récompensé par les critiques et les auditeurs, et a été vendu à plus d'un milliard de copies numériques. Le 8 avril, il participe, avec Deng Chao, au concert de Wong Cholam avec la chanson "What If I Said". Le 17 avril, il sort son sixième single Imagination contenant les pistes 时差 (One Call) et 夜行记 (Say It). Le 27 juin, il sort son septième single I avec les titres Set It Off et On Fire.
Le 20 juillet, Luhan a remporté le prix d'« Album de l'année » lors du gala Asian Music pour son album XXVII, qui regroupe ses cinq derniers singles (portant ainsi ces initiales). Le 9 septembre, il sort un single pour la bande originale du film Sky Hunter.

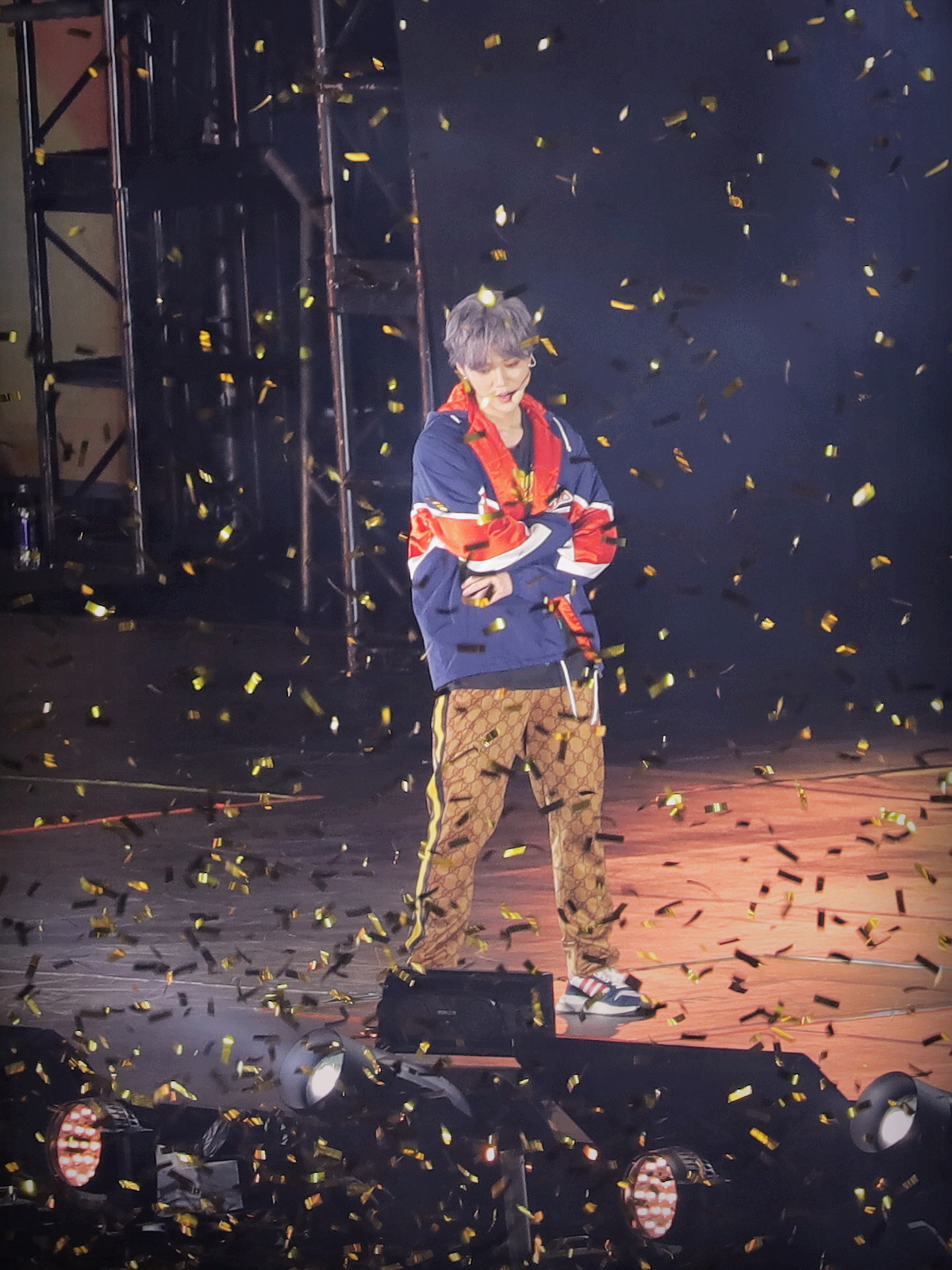
Luhan lors du concert de sa tournée RE-X à Hangzhou le 13 octobre 2018

### 2018:  LabelLuhan Studioet seconde tournée
Le 2 février 2018, Luhan créé son propre label indépendant : Luhan Studio.
L'année 2018 est l'année de sa seconde tournée RE-X avec quatre dates : 
- 6 octobre 2018 à Beijing (Pékin), ville natale de Luhan ;
- 13 octobre 2018 à Hangzhou ;
- 20 octobre 2018 à Zhengzhou qui, de manière négociée avec les autorités, sera annulée pour des problèmes de sécurité liés à de multiples événements programmés en même temps dans la même ville ;
- 9 novembre 2018 à Shenzhen.

Le « X » de RE-X signifie inconnu, infini, objectif et espérance. Ce show de plus de deux heures (vingt-quatre chansons contre quatorze lors de la première tournée) présente une troupe de danseurs et de musiciens sur une scène aux multiples écrans géants filmant Luhan tout en transformant l'image par vectorisation en temps réel selon diverses thématiques accordées aux chansons. Plus de la moitié des chansons requièrent de l'artiste de chanter et de danser, et plus de la moitié d'entre elles ont demandé de créer de toutes nouvelles chorégraphies. Le répertoire contient la nouvelle chanson The Moment qui a été spécialement écrite pour cette tournée.

### 2019: π-volume.1 et 2 & Shanghai Fortress
Luhan annonce un nouveau mini-album π-volume.1. Celui-ci se compose des titres Imitation et nature.
Sortie du film Shanghai Fortress l'été 2019, en Chine. Il s'agit du premier film d'amour en science fiction dont les batailles pour la survie de l'humanité se déroulent en Chine. Shanghai Fortress est une adaptation du roman original du même nom de Jiang Nan, réalisé par Teng Hua-Tao où Luhan, avec Shu Qi, est l'acteur principal, le jeune héros amoureux chargé de sauver notre monde.
Le record de vente du mini-album π-volume.2 permet à Luhan d'être le premier à établir sa 9e victoire de diamant consécutive sur QQ Music (plus de cinq millions de yuans de vente). L'album se compose des titres Ready, Your Love et Walking on the Moon.

### 2020-21: Dramas, singles, π-volume.3 et π-volume.4
Luhan sort deux nouveaux dramas Sisyphus et Cross Fire. Il sort aussi un nouveau single Dream Up disponible en Chine le 7 janvier 2020, dans le reste du monde le 17 janvier 2020 à l'exception du Japon où la sortie s'effectuera le 29. Le 1er avril 2020, Luhan sort le single Coffee avec Kris Wu, qui sortira le 10 à l'international.
Le 27 mai 2020, Luhan sort l'album π-volume.3 composé des titres Slow Motion et Coffee (80s remix).
Le 3 juillet 2020, c'est le single Sensitive avec Huang Zitao qui fait sa sortie tandis que le 20 juillet 2020 sort eeDreamlandee, l'OST du drama Cross Fire, dont Luhan est le premier rôle.
Le 4 novembre 2020, Luhan met à disposition π-volume.4, comprenant les chansons Don't bother (别来烦我), Sensitive-AM (敏感), Sensitive-PM (敏感) et True color (原色).
En 2021, il sort le single Gone with the wind (风吹过).

## Evènements musicaux
- 30 décembre 2018 : Il participe au concert avec un répertoire de trois chansons. La première chanson, The moment, est interprétée en solo par Luhan tandis que les autres, lu (troyboi remix) et skin to skin sont accompagnées par le groupe de danseurs KINJAZ.

## Carrière d'acteur

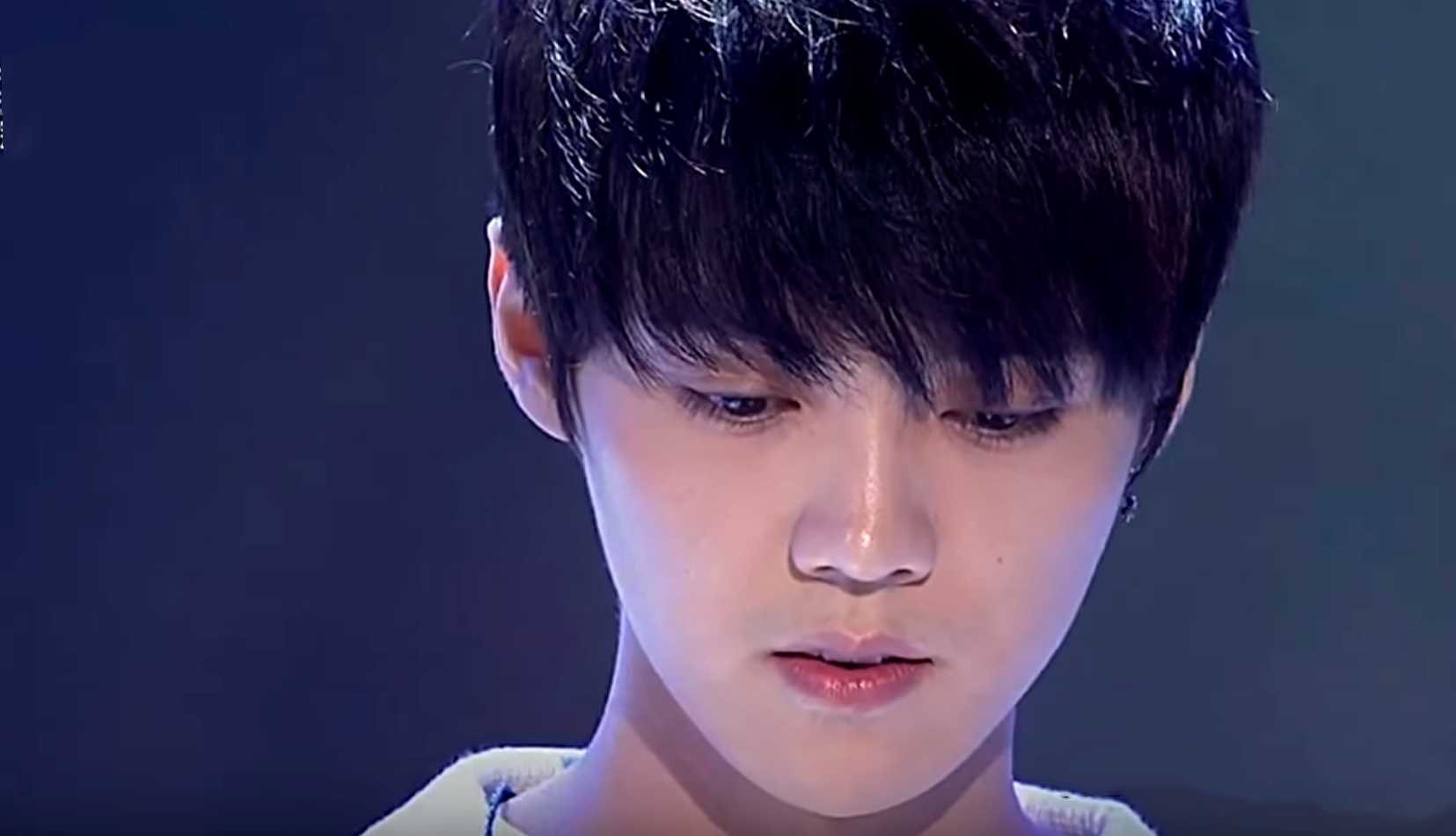
Luhan en 2015.

Luhan a fait ses débuts au cinéma en 2015, dans le film 20 Once Again, un remake chinois du film coréen Miss Granny. Le long métrage a occupé la première place du box-office chinois pendant huit jours consécutifs et a réussi à rapporter 200 840 000 ¥ (près de 28 millions d’euros) en seulement neuf jours, établissant un nouveau record au box office pour une co-production coréano-chinoise. Le mois suivant, il a joué dans le film policier The Witness, un remake du film coréen Blind.
En août 2016, il a joué dans le film d'aventure fantastique, Time Raiders basé sur la série littéraire Daomu Biji écrit par Xu Lei. Le film est sorti le 5 août et a été au top du box-office, devenant le plus grand succès d'été de 2016. Pour sa performance, il a participé au Beijing International Film Festival et a remporté le prix du « Nouvel arrivant de l'année », il a également remporté le prix d'« acteur le plus populaire » au Beijing College Student Film Festival.
En décembre 2016, il est à l'affiche du film La Grande Muraille, réalisé par Zhang Yimou, aux côtés de Matt Damon, Jing Tian et Andy Lau. Ce même mois de décembre, le 23, il apparaît dans le film See You Tomorrow.
En septembre 2017, par ailleurs de participer au film The Founding of an Army dans le rôle d'un officier de liaison, il a été annoncé que Luhan a été choisi pour jouer dans le prochain film de science-fiction Shanghai Fortress aux côtés de Shu Qi. Le film est adapté du roman Once Upon a Time in Shanghai (2006) et est sorti dans les salles en 2019 (le 09/08/2019) en chine et mis à disposition sur netflix (le 13/09/2019).

## Divertissements - Shows télévisés
En 2013, il participe à The miracle, un projet sud coréen de court métrage de quinze minutes.
En 2015, il a rejoint le casting de l'émission Hurry Up, Brother, un spin-off adapté du programme télévisé sud-coréen Running Man. C'est dans le cadre d'un casting de six à huit joueurs avec ou sans invités, qu'il se prête à des jeux de force, d'endurance, d'agilité ou d'intelligence. Il rejoint la saison 3 (2015) sous le pseudo de « petit cerf » et reste participant pour les saisons 4 (2016), 5 (2017) et 6 en 2018.
En 2017, il est le personnage principal dans son premier drama télévisé, Fighter of the Destiny, une série wu xia pian fantasy basé sur le roman du même nom et qui est diffusé sur Hunan Télévision. En juin, il est au casting de la série Sweet Combat aux côtés de sa petite amie, Guan Xiaotong. 
En 2018, il participe à HBDC, Hot Blood Dance Crew, show/compétition de danses jazz, funk, dance, rap, hip hop, urban, popping, voguing, R&B, (...) en tant que chef d'équipe, sous le signe du cerf (signe zodiacal chinois du cheval, re-adapté au pseudo de Lu, signifiant cerf en chinois). La compétition fait intervenir quatre chefs d'équipes : Lu Han 鹿晗 (cheval/cerf), Jackson 王嘉尔 (chien/loup), Victoria 宋茜 (coq/phoenix) et William Chan 陈伟 (dragon). Pour montrer sa meilleure performance dans ce show, Luhan s'est entrainé avec Rie Hata. La date de diffusion est annoncée, par Luhan, pour le 17 mars 2018 sur IQiyi, premier site de vidéo en ligne chinois, avec des vidéos de l'émission annoncées en VR, à la suite de l'annonce du casque « IQiyi Qiyu VR II » au CES 2018.
Fin 2019, il est attendu dans deux nouveaux dramas qui sortent l'année suivante : Time Pass by Suddently et Cross Fire. En 2020, il participe à produce camp 2020 tandis qu'en 2021, il est l'un des personnages principaux de Hahahahaha.

## Dans les médias

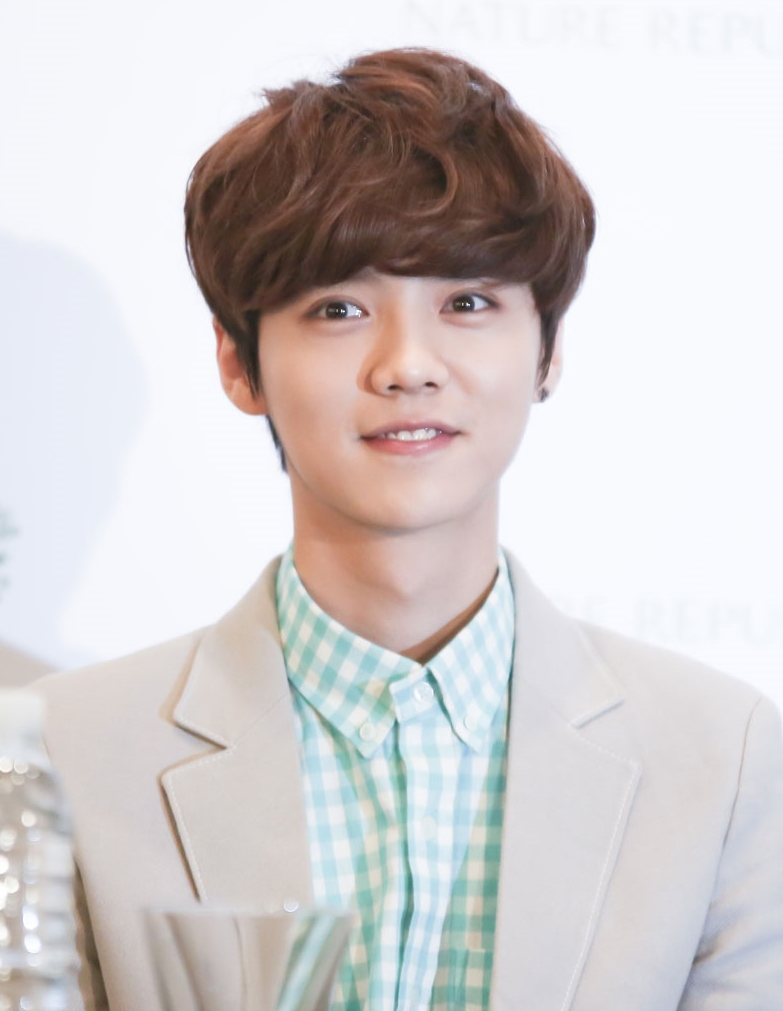
Luhan lors d'une conférence de presse pour Nature Republic en 2014.

Le 5 août 2014, Luhan entre dans le Livre Guinness des records pour le « Plus de commentaires sur un post Weibo ».
Luhan a remporté le « Most Valuable Male Star Award » lors des Baidu Moments Conference 2014, l'« Asia Popular Idol Award » lors de la cérémonie de remise des prix de fin d'année d'IQiyi et a été nommé « Person of the Year » au Tudou Young Choice Awards. Il a également été nommé comme la 37e célébrité la mieux payée en Chine par Forbes. 
Le 9 janvier 2015, il a été invité par le musée de Madame Tussauds à Pékin pour la fabrication de sa statue de cire. Le 15 janvier, il a été nommé « Male God of the Year » et « Weibo King » lors du Sina Weibo Night. Le 15 septembre, il a assisté aux GQ Men of the Year Awards et a remporté l'« Asia New Idol Award ». Le 25 septembre, il a battu son propre record pour le « Plus de commentaires sur un post Weibo ».
En 2016, Luhan figurait dans le classement « BOF 100 » de Business of Fashion, devenant la seule célébrité chinoise à figurer sur le classement et recevant le titre de « Star Chinoise la plus attendue ». Il est aussi la première célébrité née après 1990 à être nommé « Artiste de l'année » par China Newsweek.
En 2017, il est classé comme la 2e célébrité la mieux payée de Chine selon le magazine Forbes et est la première célébrité masculine du classement. 

## Publicité
Luhan est l'un des ambassadeurs de marque les plus demandés en Chine, en particulier parmi les jeunes générations. Ses endossements s'étendent des produits locaux tels que les téléphones portables Oppo, Vivo et les cartes interactives Baidu Maps aux marques internationales comme Adidas, Puma et Cartier dont il est le premier asiatique à promouvoir les produits. Il a fait la promotion de différentes marques célèbres telles que : la marque de dentifrice Crest, Lancôme, Groupe L'Occitane, L'Oréal, Lenovo, KFC, Volkswagen Coccinelle ou encore la série h.ear de Sony. 
Le 1er décembre 2015, il a été annoncé comme l'ambassadeur officiel de la Chine pour Star Wars, épisode VII : Le Réveil de la Force, il a publié un single intitulé The Inner Force, qui est la chanson promotionnelle chinoise officielle du film.
De 2015 à 2016, Luhan a fait la couverture de plus de vingt magazines. Il est devenu la première célébrité chinoise à être présente sur les couvertures de Elle China, GQ Style, Forbes China, Harper's Bazaar et Cosmopolitan. Il a battu tous les records pour avoir eu plus de 200 000 personnes à acheter une édition de 20 000 exemplaires d'une couverture de magazine en une seconde.

## Vie personnelle
Le 8 octobre 2017, Luhan déclare officiellement sa relation avec la jeune actrice Guan Xiaotong, connue comme « l'enfant de la nation » de par ses débuts d'actrice à l'âge de quatre ans, sur son compte Weibo. Luhan et Guan Xiaotong sont alors les têtes d'affiche de la série en cours de tournage, Sweet Combat,.

## Controverses

### Conflit avec la SM Entertainment
Le 5 février 2015, SM Entertainment a fait une déclaration officielle dans laquelle elle a déclaré :  « Luhan a quitté le groupe sans raison valable, et dès qu'EXO a gagné en popularité grâce aux efforts de la SM Entertainment, il a ignoré le contrat, la confiance et l'éthique, et n'a poursuivi que des bénéfices individuels. Ce n'est pas seulement un acte contraire à l'éthique, c'est aussi un acte illégal ». Selon le site chinois Sina Entertainment, un représentant de l'agence du chanteur a publié une déclaration officielle le lendemain sur les allégations formulées dans la plainte déposée par la SM, celui-ci a déclaré : « Nous lançons cette déclaration officielle afin de clarifier la vérité et de protéger la réputation de Luhan. La SM a intenté un procès devant les tribunaux de Shanghai en affirmant que « Luhan a participé à des activités en Chine sans autorisation. ». Toutefois, selon les règles de juridiction, la compagnie n'a pas le droit de déposer un procès sur le contrat exclusif de ce dernier dans un tribunal chinois. En effet, les tribunaux de Shanghai n'ont pas la compétence [pour statuer sur cette question]. » ; « Les résultats de notre enquête montrent que la SM a poursuivi un annonceur affilié à Luhan pour violation du droit d'auteur. Cela ne correspond pas aux raisons pour lesquelles celle-ci prévoyait leurs actions. La déclaration que la compagnie publie par la presse est trompeuse. L'agence est consciente des raisons qu'a exposé Luhan concernant l'annulation de son contrat exclusif, mais dans leur déclaration, la société a déclaré de manière non éthique qu'« il a quitté sans motif légitime ». Dire que « Luhan a quitté EXO sans autre raison que son propre gain » est une tentative malveillante de le diffamer ». La déclaration se conclut avec : « Afin de protéger ses droits et intérêts légitimes, nous prendrons toutes les mesures légales contre tout rapport qui calomnirait la réputation de Luhan »,.
Le 21 juillet 2016, la SM Entertainment publie un communiqué indiquant qu'un accord fut trouvé concernant les poursuites judiciaires entre elle et ce dernier.

### Autres
En avril 2016, il a été révélé que Luhan a été officiellement banni de toute entrée à Taïwan pendant cinq ans. Divers médias chinois ont révélé que ce dernier s’est attiré des problèmes après avoir tourné l’émission de variété chinoise Back to School à Taïwan avec un visa touristique. Ce visa interdit de travailler dans le pays visité.
L’émission a présenté ses excuses pour cette erreur et l’a attribuée à un manque d’expérience et de prévoyance de leur part.

## Discographie

### Singles - artiste principal
| Titre | Année | Classement Charts | Classement Charts | Album                                |
| Titre | Année | Résultats Chinois | Résultats Chinois | Album                                |
| Titre | Année | V Chart           | Top 100           | Album                                |
| --- | ----- | ----------------- | ----------------- | ------------------------------------ |
| "That Good Good" | 2015  | —                 | —                 | Reloaded I                           |
| "Your Song" | 2015  | —                 | —                 | Reloaded                             |
| "Football Gang" | 2015  | —                 | —                 | Reloaded                             |
| "Medals" | 2015  | 1                 | —                 | Reloaded                             |
| "Promises" | 2015  | —                 | —                 | Reloaded                             |
| "Lu" | 2015  | —                 | —                 | Reloaded II                          |
| "Excited" | 2016  | 1                 | —                 | Reloaded+                            |
| "Catch Me When I Fall" | 2016  | 2                 | —                 | Xperience                            |
| "Winter Song" | 2016  | 3                 | —                 | Xplore                               |
| "Skin To Skin" | 2016  | 3                 | —                 | Xplore                               |
| "What If I Said" | 2017  | 1                 | —                 | Venture                              |
| "Roleplay" (Dance Ver.) | 2017  | 1                 | —                 | Venture                              |
| "Roleplay" | 2017  | 2                 | —                 | Venture                              |
| "On Call" | 2017  | 3                 | —                 | Imagination                          |
| "Set It Off" | 2017  | 1                 | —                 | I                                    |
| "On Fire" | 2017  | 3                 | —                 | I                                    |
| "Time Stopped" (时间停了) | 2018  | 2                 | —                 | Non-album singles                    |
| "Nature" (体会) | 2019  | —                 | 1                 | π-volume.1                           |
| "Ready" (夜的尽头) | 2019  | —                 | —                 | π-volume.2                           |
| "Dream Up" (这就是我) | 2020  | —                 | —                 | Non-album singles                    |
| "Coffee" (咖啡) | 2020  | —                 | —                 | π-volume.3 pour la version 80s remix |
| "Sensitive" (敏感) | 2020  | —                 | —                 | Non-album singles                    |
| "Gone with the wind" (风吹过) | 2021  | —                 | —                 | Non-album singles                    |
| "—" pour les références qui n'ont pas été classées dans les Charts ou qui n'ont pas été diffusées dans cette région ou qui ne sont pas connues à ce jour. |       |                   |                   |                                      |

### Singles - bande originale OST
| Titre | Année | Classement Charts | Classement Charts     | Album                             |
| Titre | Année | CHN Baidu Chart   | CHN Billboard V Chart | Album                             |
| --- | ----- | ----------------- | --------------------- | --------------------------------- |
| Dear My Family (membre de SM Town)                                                                                   | 2012  | —                 | —                     | I AM. OST                         |
| Our Tomorrow | 2014  | 1                 | —                     | 20 Once Again OST                 |
| Love moving Forward                                                                                                  | 2015  | —                 | —                     | 20 Once Again OST                 |
| Sweet Honey | 2015  | —                 | —                     | Comrades: Almost A Love Story OST |
| Medals | 2015  | —                 | 5                     | The Witness OST                   |
| Deep | 2015  | —                 | 3                     | Kung Fu Panda 3 OST               |
| The Inner Force | 2016  | —                 | 2                     | Star Wars: The Force Awakens OST  |
| Back to 17 (membre de Back to School 2)                                                                              | 2016  | 2                 | —                     | Back to School 2 OST              |
| Let Me By Your Side                                                                                                  | 2016  | —                 | 3                     | See You Tomorrow OST              |
| Chasing Dream With Childlike Heart                                                                                   | 2017  | —                 | —                     | Sky Hunter OST                    |
| Dreamland | 2020  | —                 | —                     | Cross Fire OST                    |
| "—" pour les références qui n'ont pas été classées dans les Charts ou qui n'ont pas été diffusées dans cette région. |       |                   |                       |                                   |

### Singles - autre apparitions
| Titre                                                 | Année | Classement Charts | Ventes              | Album                 |
| Titre                                                 | Année | KOR Gaon Chart    | Ventes              | Album                 |
| ----------------------------------------------------- | ----- | ----------------- | ------------------- | --------------------- |
| Maxstep (membre de Younique Unit)                     | 2012  | 228               | - KOR (DL): 15,420+ | PYL Younique Volume 1 |
| Please Come to the Great Wall to Ski (avec David Tao) | 2015  | —                 |                     | Non-album releases    |

## Filmographie
- 2015 : 20 Once Again (重返20岁) de Leste Chen, dans le rôle de Xiang Qian Jin (rôle principal).
- 2015 : 12 Golden Ducks (12金鸭) de Matt Chow, dans le rôle de Lo Hoi-pang (rôle secondaire).
- 2015 : The Witness (我是证人) de Ahn Sang-hoon, dans le rôle de Lin Chong (rôle principal).
- 2016 : Time Raiders (盗墓笔记) de Daniel Lee Yan-kong, dans le rôle de Wu Xie (rôle principal).
- 2016 : La Grande Muraille (長城) de Zhang Yimou, dans le rôle de Peng Yong (rôle secondaire de soldat).
- 2016 : See You Tomorrow (摆渡人) de Zhang Jiajia (rôle secondaire).
- 2017 : The Founding of an Army (建军大业) de Andrew Lau, dans le rôle de Lian Luo Yuan (rôle secondaire d'officier de liaison).
- 2019 : Shanghai Fortress (上海堡垒) de Hua-Tao Teng[31], dans le rôle de Jiang Yang (rôle principal).

## Dramas
- 2017 : Fighter of the Destiny (择天记) dans le rôle de Chen Chang Sheng (rôle principal).
- 2018 : Sweet Combat (甜蜜暴击) dans le rôle de Ming Tian (rôle principal).
- 2020 : Sisyphus (在劫难逃) dans le rôle de Zhao Binbin (rôle principal).
- 2020 : Cross Fire (穿越火线) dans le rôle de Xiao Feng (rôle principal).

## Nominations et récompenses
| Année | Référence                     | Récompense                                                                      | Categorie                                                                                | Résultat   |
| ----- | ----------------------------- | ------------------------------------------------------------------------------- | ---------------------------------------------------------------------------------------- | ---------- |
| 2014  |                               | 2014 Baidu Moments Conference                                                   | Most Valuable Male Star / Vedette masculine la mieux payée                               | Lauréat    |
| 2014  | iQiyi All-Star Carnival Night | Asia Popular Idol Award / Idole asiatique la plus populaire                     | Lauréat                                                                                  |            |
| 2014  | Tudou Young Choice Awards     | Person of the Year / Personnalité de l'année                                    | Lauréat                                                                                  |            |
| 2014  | Baidu Fudian                  | Annual Most Popular Male Artist / Artiste masculin le plus populaire de l'année | Lauréat                                                                                  |            |
| 2015  | 2014 Sina Weibo Night         | Weibo Male God of the Year / Personnalité masculine Weibo de l'année            | Lauréat                                                                                  |            |
| 2015  | 2014 Sina Weibo Night         | Weibo King / Roi Weibo                                                          | Lauréat                                                                                  |            |
| 2015  | 20 Once Again                 | 5th Beijing International Film Festival                                         | Newcomer of the Year / Nouvel arrivant le plus remarqué de l'année                       | Lauréat    |
| 2015  | 20 Once Again                 | 22nd Beijing College Student Film Festival                                      | Most Popular Actor / Acteur le plus populaire                                            | Lauréat    |
| 2015  | 20 Once Again                 | 22nd Beijing College Student Film Festival                                      | Best Newcomer / Nouvel arrivant le plus remarqué                                         | Nomination |
| 2015  | 20 Once Again                 | 12th Guangzhou University Student Film Festival                                 | Most Popular Actor / Acteur le plus populaire                                            | Lauréat    |
| 2016  | Reloaded                      | QQ Music Awards                                                                 | Best Digital Album of the Year / Meilleur album digital de l'année                       | Lauréat    |
| 2016  |                               | QQ Music Awards                                                                 | Best Male Singer of the Year / Meilleur chanteur masculin de l'année                     | Lauréat    |
| 2016  | Reloaded                      | Music Radio Global Chinese Golden Chart                                         | Media Recommended Album of the Year / Album le plus recommandé médiatiquement de l'année | Lauréat    |
| 2016  |                               | Music Radio Global Chinese Golden Chart                                         | All-round Artist of the Year / Artiste complet de l'année                                | Lauréat    |
| 2016  | "Medals"                      | Music Radio Global Chinese Golden Chart                                         | Top 20 Songs of the Year / Meilleures 20 chansons de l'année                             | Lauréat    |
| 2016  | Reloaded                      | 4th V Chart Awards                                                              | Best Album of the Year / Meilleur album de l'année                                       | Lauréat    |
| 2016  |                               | 4th V Chart Awards                                                              | Best Male Artist - Mainland / Meilleur artiste masculin - Chine continentale (métropole) | Lauréat    |
| 2016  |                               | Tencent Star Awards                                                             | Asia All-Round Artist Award / Meilleur artiste complet asiatique                         | Lauréat    |
| 2016  |                               | iQiyi All-Star Carnival                                                         | Asia All-Rounded Artist / Meilleur artiste complet asiatique                             | Lauréat    |
| 2017  | XXVII                         | Asian Music Gala                                                                | Album of the Year / Album de l'année                                                     | Lauréat    |
| 2017  | "Winter Song"                 | Fresh Asia Chart Festival 2017                                                  | Top 10 Songs / 10 meilleures chansons                                                    | Lauréat    |
| 2017  | "What If I Said"              | Fresh Asia Chart Festival 2017                                                  | Top 10 Songs / 10 meilleures chansons                                                    | Lauréat    |
| 2017  | "On Call"                     | Fresh Asia Chart Festival 2017                                                  | Top 10 Songs / 10 meilleures chansons                                                    | Lauréat    |
| 2017  | "Skin to Skin"                | Fresh Asia Chart Festival 2017                                                  | Best Music Video / Meilleur clip vidéo                                                   | Lauréat    |
| 2018  |                               | iQiyi Scream Night 2019                                                         | All-round Artist of the Year / Meilleur artiste complet de l'année                       | Lauréat    |